# كاتيا مندلق
كاتيا خوري مندلق (9 فبراير 1969-) إعلامية لبنانية

## حياتها الخاصة
ولدت في بيروت لعائلة مكونة من والديها وأخوين هما شربل والإعلامية جيزال خوري  ، تزوجت من رجل الأعمال اللبناني «إيلي مندلق» ورزقت منه بثلاثة أطفال

## مشوارها المهني
دخلت عالم الاعلام من دون تخطيط، عام 1991، عندما تقدمت بطلب للعمل مترجمة في المؤسسة اللبنانية للإرسال LBCI .
بدأت أولا كمذيعة ربط من ثم مقدمة لبرنامجي «سينما» و«نهاركم سعيد» على القناة نفسها،
بعدها قدمت برنامج «المميزون» وهو برنامج مسابقات ثقافي الطابع، يتبارى فيه عدد من المتسابقين في مواضيع عديدة، بينها العلوم الإنسانية والادب العربي والسينما والرياضيات  وغيرها فيما بعد تولت أختها جيزيل خوري تقديمه 
في فترة ما تولت مسؤولية الإشراف على مذيعات الربط في المؤسسة اللبنانية للارسال 
قدمت العديد من الحفلات الكبرى والبرامج الكثيرة إضافة للمحطات الدينية
عام 2002 قامت بتقديم مهرجان «ليالي دبي» الذي ينظمه ضمن إطار فعاليات مهرجان دبي للتسوق 2002 على تلفزيون دبي 
عملت في المؤسسة اللبنانية للإرسال حتى منتصف العام 2009 بعدها إنتقلت إلى شاشة إم تي في اللبنانية عند إعادة فتحها من نفس العام لتقدم مع عدة زملاء البرنامج الصباحي  ALIVE إضافة للمناسبات الرسمية والمهرجانات مثل مهرجان بياف عام 2015

## البرامج التي قدمتها
| البرنامج          | عرض على            |
| ----------------- | ------------------ |
| سينما             | ال بي سي           |
| نهاركم سعيد       | ال بي سي           |
| المميزون          | ال بي سي           |
| ليالي دبي         | تلفزيون دبي        |
| Alive             | إم تي في اللبنانية |
| جوائز مهرجان بياف | إم تي في اللبنانية |

## في التمثيل
- شاركت في المسلسل اللبناني  خطايا صغيرة عام 2005، بدور سراب، وعرض على شاشة LBCI